# Alessandra Patelli
Alessandra Patelli (Conegliano, 17 novembre 1991) è una canottiera italiana.
Nel 2016 ha partecipato ai Giochi olimpici di Rio de Janeiro nel due senza con Sara Bertolasi classificandosi quinta nella finale B. Nel 2021 ha preso parte ai Giochi olimpici di Tokyo classificandosi nona nella specialità del doppio insieme a Chiara Ondoli.

## Carriera
Dopo aver provato con la ginnastica artistica, l'atletica e il tennis, la Patelli si avvicina al canottaggio all'età di 18 anni, in America, vicino a New York, dove si trovava per imparare l’inglese. Lì, ha preso per la prima volta i remi in mano grazie alla la ragazza che la ospitava e praticava lo sport a scuola. Tornata in Italia, ha iniziato con la squadra canottieri di Treviso, per poi passare dal 2014 alla Canottieri Padova.
Il 24 Aprile 2016 ottiene il pass olimpico in coppia con la Bertolasi grazie al terzo posto alle regate di qualificazione svoltesi a Lucerna.. L'avventura a Rio de Janeiro si conclude con l'eliminazione in semifinale e l'undicesimo posto finale in graduatoria.
Dopo aver partecipato alle Olimpiadi di Rio nel 2016, Alessandra ha conseguito la laurea magistrale in medicina presso l'Università di Padova col massimo dei voti, 110 e lode, iscrivendosi all'Albo dei Medici nel 2017. Dal 2018 è specializzanda presso la Scuola di specializzazione in "Medicina dello Sport e dell'Esercizio Fisico" dell'Università di Palermo. Proprio per essersi distinta dal punto di vista formativo e per meriti sportivi, nel 2018 a Roma riceve dalle mani del Presidente del CONI Giovanni Malagò e dal Segretario Generale del CONI Carlo Mornati il riconoscimento come “Atleta eccellente, eccellente studente 2017”.
Grazie ai risultati ottenuti nel 2018, Alessandra entra nel Club Olimpico “Tokyo 2020” del CONI, che include e supporta le eccellenze dello sport italiano nel percorso di qualificazione a Tokyo 2020.

## Vita privata
Appassionata di viaggi, musica, lettura , Patelli è stata nominata ambasciatrice del Prosecco, prodotto tipico della sua zona di provenienza. Ha partecipato come testimonial e madrina a diversi eventi di beneficenza come "Diamo il meglio di noi", campagna di sensibilizzazione al tema della donazione e del trapianto di organi promosso dal Centro Nazionale Trapianti e il ministero della Salute.

## Palmarès
- Olimpiadi

Olimpiadi di Rio de Janeiro 2016: undicesimo posto nel 2 senza.
Olimpiadi di Tokyo 2020 : nono posto nel doppio senior.
- Mondiali

Plovdiv 2018: quarto posto nel 2 senza.
- Europei

Varese 2012: argento nell’otto.
Glasgow 2018: bronzo nel 2 senza.
Poznań 2020: argento nel 4 senza.
- Coppa del Mondo

Varese 2016: argento nel 2 senza.
Linz 2018: argento nel 2 senza.
Sabaudia 2021: bronzo nel doppio senior.
- Mondiali U23

Amsterdam 2011: argento nel 4 di coppia.